# VZ54
 (janvier 2016).
Si vous disposez d'ouvrages ou d'articles de référence ou si vous connaissez des sites web de qualité traitant du thème abordé ici, merci de compléter l'article en donnant les références utiles à sa vérifiabilité et en les liant à la section « Notes et références ».

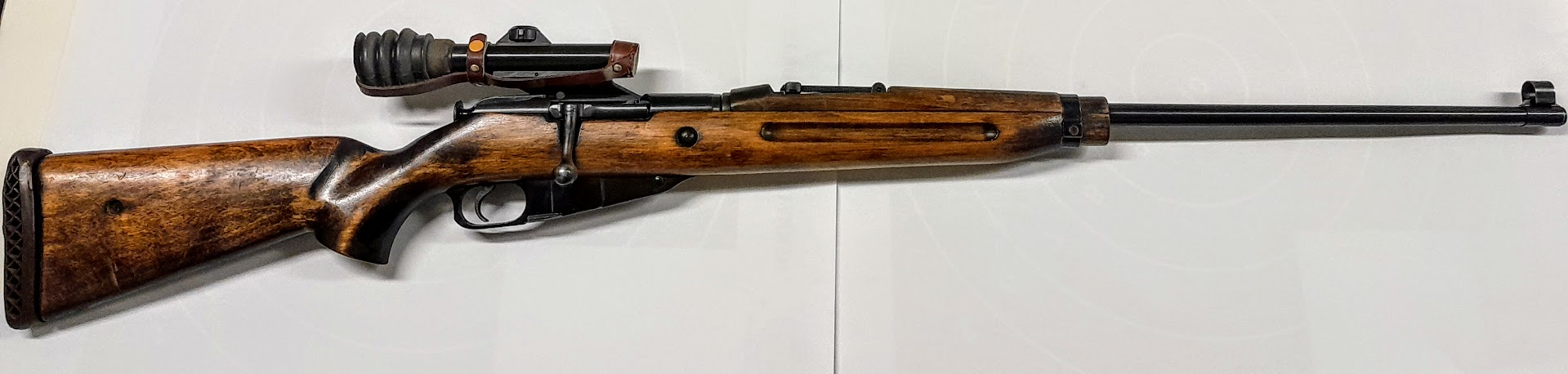
vz. 54

Entre 1954 et 1957 la Tchécoslovaquie communiste a fabriqué le fusil de sniper VZ54, basé sur  le Mosin-Nagant 91-30 mais avec l’apparence d’une arme de sport très moderne. Dans les années 1990, le VZ54 fut modernisé pris le nom de Vzor 54/91.

## Technique
- Constitution : Fût court à crosse pistolet (empruntée au VZ 24) en bois. Canon lourd et fottant. Visée métallique réglable (hausse gradué jusqu'à 800 m).
- Lunette de visée à grossissement 2,5 x (fabriquée elle aussi localement). PSO-1 pour le Vzor 54/91.
- Munition : 7,62 Mosin-Nagant à balle lourde.
- Canon : 73 cm
- Longueur totale : 1,23 m
- Masse sans lunette ni cartouches : 5,2 kg
- Magasin : 5 coups.